# Hršak Breg
Hršak Breg – wieś w Chorwacji, w żupanii krapińsko-zagorskiej, w gminie Krapinske Toplice. W 2011 roku liczyła 150 mieszkańców.